# نبرد یاسی‌چمن
نبرد یاسی‌چمن (انگلیسی: Battle of Yassıçemen)، نبردی در سال ۱۲۳۰ میان ایوبیان با همراهی سلاجقه علیه خوارزمشاهیان در یاسی‌چمن که با پیروزی نیروهای متفق همراه بود.